# Holoschyna (Wyschnyzja)
Holoschyna (ukrainisch Голошина; russisch Голошина Goloschina, rumänisch Holoşina, polnisch Holoszina) ist ein Dorf in den Ostkarpaten im Süden der ukrainischen Oblast Tscherniwzi mit etwa 120 Einwohnern (2006).
Die beiderseitig des Tscheremosch gelegene Streusiedlung entstand im 19. Jahrhundert als Holoszina und lag damals getrennt durch den Fluss im Südosten der historischen Landschaft Galizien und in der Bukowina. Nach 1919 wurde das heutige Dorf unter dem Namen Holoşina ein Teil Rumäniens, während der in Galizien liegende Teil, das heutige Holoschyna im Rajon Werchowyna, zur Zweiten Polnischen Republik kam.
Das Bergdorf liegt in 1339 m Höhe in Pokutien. Es befindet sich etwa 15 km Luftlinie und 52 Straßenkilometer südwestlich vom ehemaligen Rajonzentrum Putyla.
Am 26. Januar 2017 wurde das Dorf ein Teil der neu gegründeten Landgemeinde Konjatyn im Rajon Putyla, bis dahin gehörte es zusammen mit den Dörfern Plaj (Плай) und Jablunyzja (Яблуниця) zur Landratsgemeinde Jablunyzja im Süden des Rajons.
Seit dem 17. Juli 2020 ist der Ort ein Teil des Rajons Wyschnyzja.